# ÖBB 1018 sorozat
Az ÖBB 1018 sorozat egy osztrák villamosmozdony-sorozat volt, az ÖBB üzemeltette. Németországban a DB változat neve DB 118.

## Története
A BBÖ (az ÖBB elődje) 1937-ben rendelt a mozdonyokból, nekik az E18 sorozat példányainál erősebb transzformátorral és erősebb vontatómotorokkal felszerelt mozdonyokat terveztek a leendő hegyi vonali alkalmazás miatt. A hajtásáttétel is változott, ezzel a maximális sebesség csak 130 km/h lett, az indító-vonóerő és az állandó teljesítmény azonban nagyobb lett. A politikai változások miatt ezek a mozdonyok azonban már DRG E18 201-E18 208-ként lettek legyártva.
A második világháború után a mozdonyokat átszámozták ÖBB 1018-as sorozatnak. Az eredetileg német E18 42 mozdony Ausztriában maradt és 1118.01-ként, 150 km/h sebességű mozdonyként besorozták az ÖBB állományába. Az ugyancsak 150 km/h sebességű 1018.101 a német E18 046 és a súlyosan sérült E18 206 alkatrészeiből lett összeszerelve.
Az ÖBB-nél az 1018 sorozat számos átépítésen esett át, legfeltűnőbb a homlokfal átépítése volt 2 homlokablakkal és 3. fényszóróval. A főmegszakítót és más elektromos alkatrészeket is átalakították osztrák szabványúra. A hajtáson is változtatott az ÖBB.  A mozdonyok alkalmazása az 1990-es években ért véget.